# 사령부 목록
다음은 사령부의 목록이다.

## 군종별
- 육군사령부
- 해군사령부
- 공군사령부

## 목적별
- 전투사령부
- 방위사령부

## 기능별
- 경비사령부
- 군수사령부
- 교육사령부
- 물자사령부
- 방공사령부
- 방위사령부
- 사이버사령부
- 예비군사령부
- 우주사령부
- 인사사령부
- 의무사령부
- 작전사령부
  - 해군작전사령부
- 전략사령부
- 정보사령부
- 정비사령부
- 지원사령부
- 통신사령부
- 특수작전사령부
- 특수전사령부
- 폭격사령부
- 항공사령부
  - 육군항공사령부
  - 해군항공사령부
- 화생방사령부
- 합동작전사령부
- 훈련사령부

## 지역별
- 지역사령부
- 서부사령부
- 동부사령부
- 남부사령부
- 북부사령부
- 중부사령부
- 극동사령부
- 대서양 사령부
- 태평양 사령부

## 나라별
- 미국
  - 미국 육군의 사령부 목록
  - 미국 공군의 주요 사령부 목록
- 영국
  - 영국 육군의 사령부 목록
  - 영국 왕립 공군의 사령부 목록

## 같이 보기
- 제목에 "사령부" 항목을 포함한 모든 문서

| Disambiguation icon | 이 문서는 명칭이 같고 같은 종류에 속하는 여러 대상을 연결하는 색인 문서입니다. |